# Libocedrus plumosa
Libocedrus plumosa (kawaka) es una especie de Libocedrus, endémico de Nueva Zelanda, distribuyéndose en la Isla Norte, y localmente en el norte de la Isla del Sur cerca de Nelson. Crece desde el nivel del mar hasta los bosques templados húmedos. Está amenazada por la destrucción de hábitat.

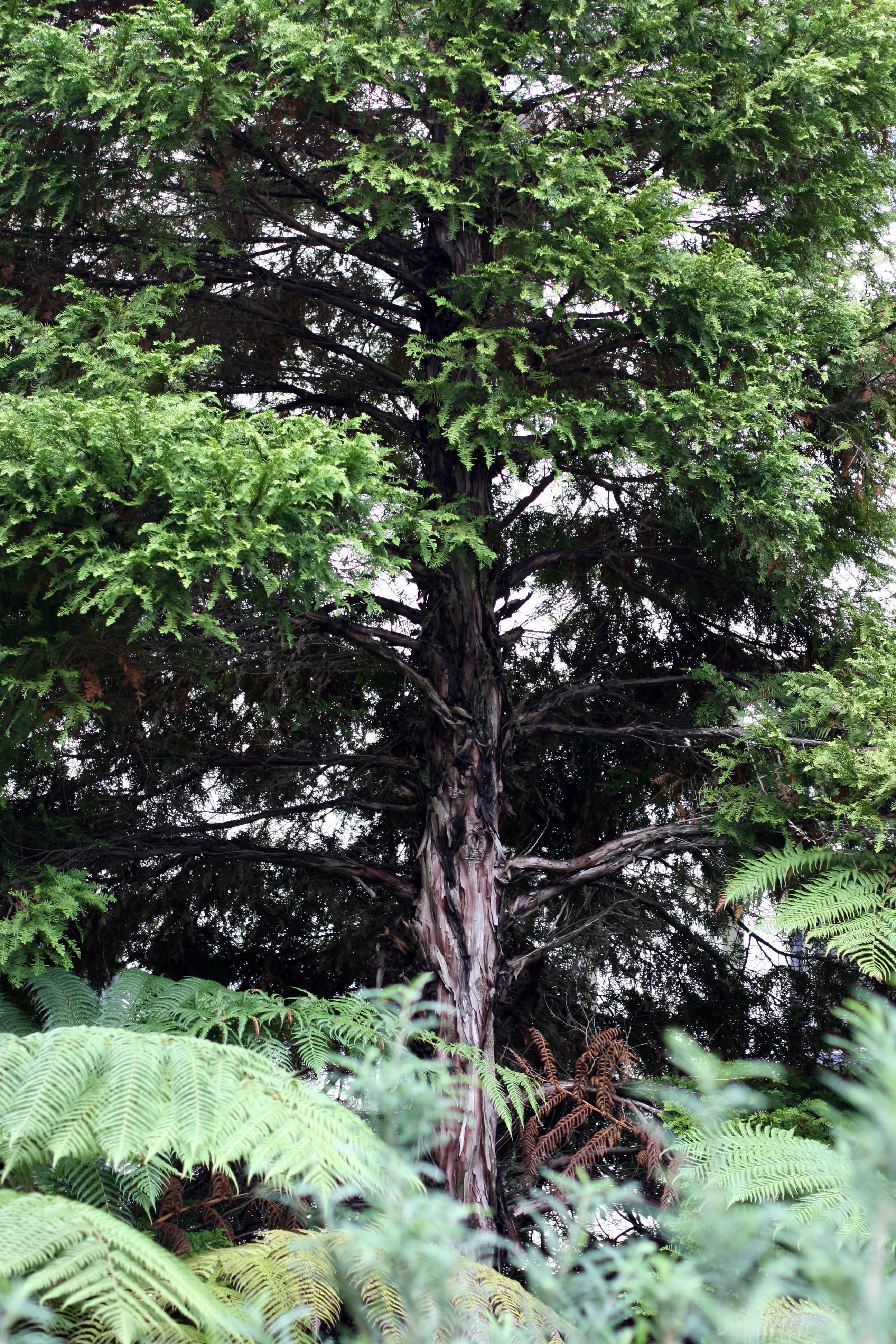
Árbol joven.

## Descripción
Es un árbol perennifolio conífero que crece alrededor de 30–35 m de alto, con un tronco de hasta 3 m diámetro. El follaje está dispuesto en ramilletes aplanados; las hojas tienen forma de escamas, formadas en pares decusados en las yemas; las hojas faciales miden 1–2 mm de largo y 1 mm de ancho, y las hojas son distintivamente más grandes, 2–5 mm de largo 1.5–2 mm de ancho. Los conos son cilíndricos, 12–18 mm de largo, con cuatro escamas cada una con una prominente bráctea espinosa; están dispuestas en dos pares decusados alrededor de la pequeña columela central; el par exterior de escamas es pequeño y estéril, el par interior es grande, cada uno produciendo dos semillas aladas. Maduran en alrededor de seis a ocho meses después de la polinización. Los conos de polen miden de 3–5 mm largo.

## Usos
La madera es de grano fino, a menudo, muy bien marcado, rojo, de color oscuro, duradero, fácil de trabajar, y por lo tanto idónea para muebles, así como para trabajos generales de construcción. Fue utilizado antiguamente para tejas para techos y propósitos generales de construcción, pero es demasiado escasa para tener gran valor comercial.

## Taxonomía
Libocedrus plumosa fue descrito por (D.Don) Sarg. y publicado en The Silva of North America 10: 134. 1896
Etimología
Libocedrus: nombre genérico que deriva de las palabras griegas: 
libo = "lágrima" y cedrus = Cedrus".
plumosa: epíteto latíno que significa "plumosa".
Sinonimia
- Dacrydium plumosum D.Don
- Libocedrus doniana (Hook.) Endl.
- Libocedrus plumosa (D. Don) Sarg.
- Thuja doniana Hook.[7]